# Greenstead Green
Greenstead Green is een dorp in het bestuurlijke gebied Braintree, in het Engelse graafschap Essex. Het maakt deel van de civil parish Greenstead Green and Halstead Rural. Het heeft een kerk.